# Simon Callow
Simon Phillip Hugh Callow CBE (født 15. juni 1949) er en engelsk skuespiller, forfatter, teater- og operadirektør.

## Filmografi

### Film
| År   | Titel                                                   | Rolle                              | Noter                                                                               |
| ---- | ------------------------------------------------------- | ---------------------------------- | ----------------------------------------------------------------------------------- |
| 1984 | Amadeus                                                 | Emanuel Schikaneder / Papageno     |                                                                                     |
| 1985 | The Good Father                                         | Mark Varda                         |                                                                                     |
| 1985 | A Room with a View                                      | The Reverend Mr. Beebe             | Nomineret – BAFTA Film Award for Best Actor in a Supporting Role                    |
| 1987 | Maurice                                                 | Mr. Ducie                          |                                                                                     |
| 1981 | Manifesto                                               | Police Chief                       |                                                                                     |
| 1990 | Postcards from the Edge                                 | Simon Asquith                      |                                                                                     |
| 1990 | Mr. & Mrs. Bridge                                       | Dr. Alex Sauer                     |                                                                                     |
| 1991 | The Ballad of the Sad Cafe                              |                                    | Instruktør Nomineret – Golden Berlin Bear                                           |
| 1991 | Howards End                                             | Music and Meaning Lecturer         | Cameo                                                                               |
| 1992 | Soft Top Hard Shoulder                                  | Eddie Cherdowski                   |                                                                                     |
| 1994 | Four Weddings and a Funeral                             | Gareth                             | Nomineret – BAFTA Film Award for Best Actor in a Supporting Role                    |
| 1994 | Street Fighter                                          | A.N. Official                      |                                                                                     |
| 1995 | England, My England                                     | Charles II                         |                                                                                     |
| 1995 | Victory                                                 | Zangiacomo                         |                                                                                     |
| 1995 | Jefferson in Paris                                      | Richard Cosway                     |                                                                                     |
| 1995 | Ace Ventura: When Nature Calls                          | Vincent Cadby                      |                                                                                     |
| 1996 | James and the Giant Peach                               | Mr. Grasshopper                    | Stemme                                                                              |
| 1998 | The Scarlet Tunic                                       | Captain Fairfax                    |                                                                                     |
| 1998 | Bedrooms and Hallways                                   | Keith                              |                                                                                     |
| 1998 | Shakespeare in Love                                     | Sir Edmund Tilney                  | Screen Actors Guild Award for Outstanding Performance by a Cast in a Motion Picture |
| 1999 | Around the World in 80 Days                             | Phileas Fogg                       | Stemme                                                                              |
| 1999 | Junk                                                    |                                    |                                                                                     |
| 2001 | No Man's Land                                           | Colonel Soft                       |                                                                                     |
| 2001 | Christmas Carol: The Movie                              | Ebenezer Scrooge                   |                                                                                     |
| 2002 | Thunderpants                                            | Sir John Osgood                    |                                                                                     |
| 2002 | Merci Docteur Rey                                       | Bob                                |                                                                                     |
| 2003 | Bright Young Things                                     | King of Anatolia                   |                                                                                     |
| 2004 | George and the Dragon                                   | King Edgar                         |                                                                                     |
| 2004 | The Phantom of the Opera                                | Gilles André                       |                                                                                     |
| 2005 | Rag Tale                                                | Fat Boy Rourke                     |                                                                                     |
| 2005 | The Civilization of Maxwell Bright                      | Mr. Wroth                          |                                                                                     |
| 2005 | Bob the Butler                                          | Mr. Butler                         |                                                                                     |
| 2006 | Sabina                                                  | Eugene Bleuler                     |                                                                                     |
| 2007 | Chemical Wedding                                        | Professor Haddo / Aleister Crowley |                                                                                     |
| 2007 | Arn: Tempelridderen                                     | Fader Henry                        |                                                                                     |
| 2011 | No Ordinary Trifle                                      | Guy Witherspoon                    |                                                                                     |
| 2012 | Acts of Godfrey                                         | Godfrey                            |                                                                                     |
| 2014 | Magician: The Astonishing Life and Work of Orson Welles | Himself                            |                                                                                     |
| 2016 | Golden Years                                            | Royston                            |                                                                                     |
| 2016 | Viceroy's House                                         | Cyril Radcliffe                    |                                                                                     |
| 2016 | Mindhorn                                                | Himself                            | Cameo                                                                               |
| 2017 | Hampstead                                               | The Judge                          |                                                                                     |
| 2017 | Victoria & Abdul                                        | Giacomo Puccini                    |                                                                                     |
| 2017 | The Man Who Invented Christmas                          | John Leech                         |                                                                                     |
| 2018 | Blue Iguana                                             | Uncle Martin                       |                                                                                     |

### Tv
| År         | Titel                                  | Rolle                              | Noter                                                     |
| ---------- | -------------------------------------- | ---------------------------------- | --------------------------------------------------------- |
| 1975       | Get Some In!                           | Wally                              |                                                           |
| 1976       | The Sweeney                            | Detective Sergeant                 |                                                           |
| 1981 1981  | The Man of Destiny W.H.Auden Monologue | Napoleon W.H.Auden                 |                                                           |
| 1984       | Chance in a Million                    | Tom Chance                         |                                                           |
| 1986       | Dead Head                              | Hugo Silver                        |                                                           |
| 1986       | David Copperfield                      | Mr Micawber                        |                                                           |
| 1987       | Inspector Morse                        | Theodore Kemp                      | Episode: "The Wolvercote Tongue"                          |
| 1990       | Old Flames                             | Nathaniel Quass                    |                                                           |
| 1993       | Femme Fatale                           | Vicar Ronnie                       |                                                           |
| 1994       | Little Napoleons                       | Edward Feathers                    |                                                           |
| 1996       | An Audience With Charles Dickens       | Charles Dickens                    |                                                           |
| 1995       | El pasajero clandestino                | Major Owens                        |                                                           |
| 1997       | The Woman in White                     | Count Fosco                        |                                                           |
| 1998       | Trial & Retribution II                 | Rupert Halliday                    |                                                           |
| 2000       | The Mystery of Charles Dickens         | Charles Dickens                    | Tv-film                                                   |
| 2001       | Don't Eat the Neighbours               | Fox & Bear                         |                                                           |
| 2002       | NOVA: Galileo's Battle for the Heavens | Galileo                            | Documentary                                               |
| 2003       | Angels in America                      | Prior Walter ancestor 2            | Miniseries                                                |
| 2004       | Shoebox Zoo                            | Wolfgang the Wolf Hunter the Horse |                                                           |
| 2004       | Agatha Christie's Marple               | Colonel Terence Melchett           | Episode: "The Body in the Library"                        |
| 2005       | Rome                                   | Publius Servilius                  |                                                           |
| 2005, 2011 | Doctor Who                             | Charles Dickens                    | Episoder: "The Unquiet Dead", "The Wedding of River Song" |
| 2006       | Midsomer Murders                       | Dr. Richard Wellow                 | Episode: "Dead Letters"                                   |
| 2006       | Classical Destinations                 | Fortæller                          |                                                           |
| 2007       | Roman Mysteries                        | Plinius den ældre                  | Episode: "The Secrets of Vesuvius"                        |
| 2007       | The Company                            | Elihu                              |                                                           |
| 2007       | How Gay Sex Changed the World          | Sig selv                           |                                                           |
| 2007       | Trick or Treat                         | Sig selv                           | 1 episode                                                 |
| 2008       | The Mr. Men Show                       | Fortæller                          |                                                           |
| 2009       | Lewis                                  | Vernon Oxe                         | Episode: "Counter Culture Blues"                          |
| 2009       | The Sarah Jane Adventures              | Tree Blathereen                    | Stemme Episode: "The Gift"                                |
| 2011       | This is Jinsy                          | Threcker                           | Episode: "Nameworm"                                       |
| 2011       | Popstar to Operastar                   | Sig selv                           |                                                           |
| 2011       | Jamie's Dream School                   | Sig selv                           |                                                           |
| 2013       | Agatha Christie's Poirot               | Dr. Heinrich Lutz                  | Episode: "The Labours of Hercules"                        |
| 2014–2016  | Outlander                              | The Duke of Sandringham            | 5 episoder i sæson 1 og 2                                 |
| 2014       | Plebs                                  | Victor                             | Episode: "The Candidate"                                  |
| 2014       | The Feeling Nuts Comedy Night          | Sig selv                           |                                                           |
| 2015       | Ant & Dec's Saturday Night Takeaway    | Guest in The End of The Show Show  | Sæson 12, episode 2                                       |
| 2016       | Galavant                               | Edwin the Fortuneteller            | Episode "World's Best Kiss"                               |
| 2016       | The Rebel                              | Henry Palmer                       | Hovedrolle                                                |
| 2016       | The Life of Rock with Brian Pern       | Bennett St John                    | Sæson 3, episode 3                                        |
| 2017       | Midsomer Murders                       | Vernon De Harthog                  | Episode: "The Curse of the Ninth"                         |
| 2018       | Death in Paradise                      | Larry South                        | Sæson 7, episode 3                                        |
| 2018       | A Christmas Carol                      | Narrator/Actor                     | BBC4                                                      |
| 2018       | The Dead Room                          | Aubrey Judd                        | BBC4                                                      |